# Riedkapelle (Rankweil)

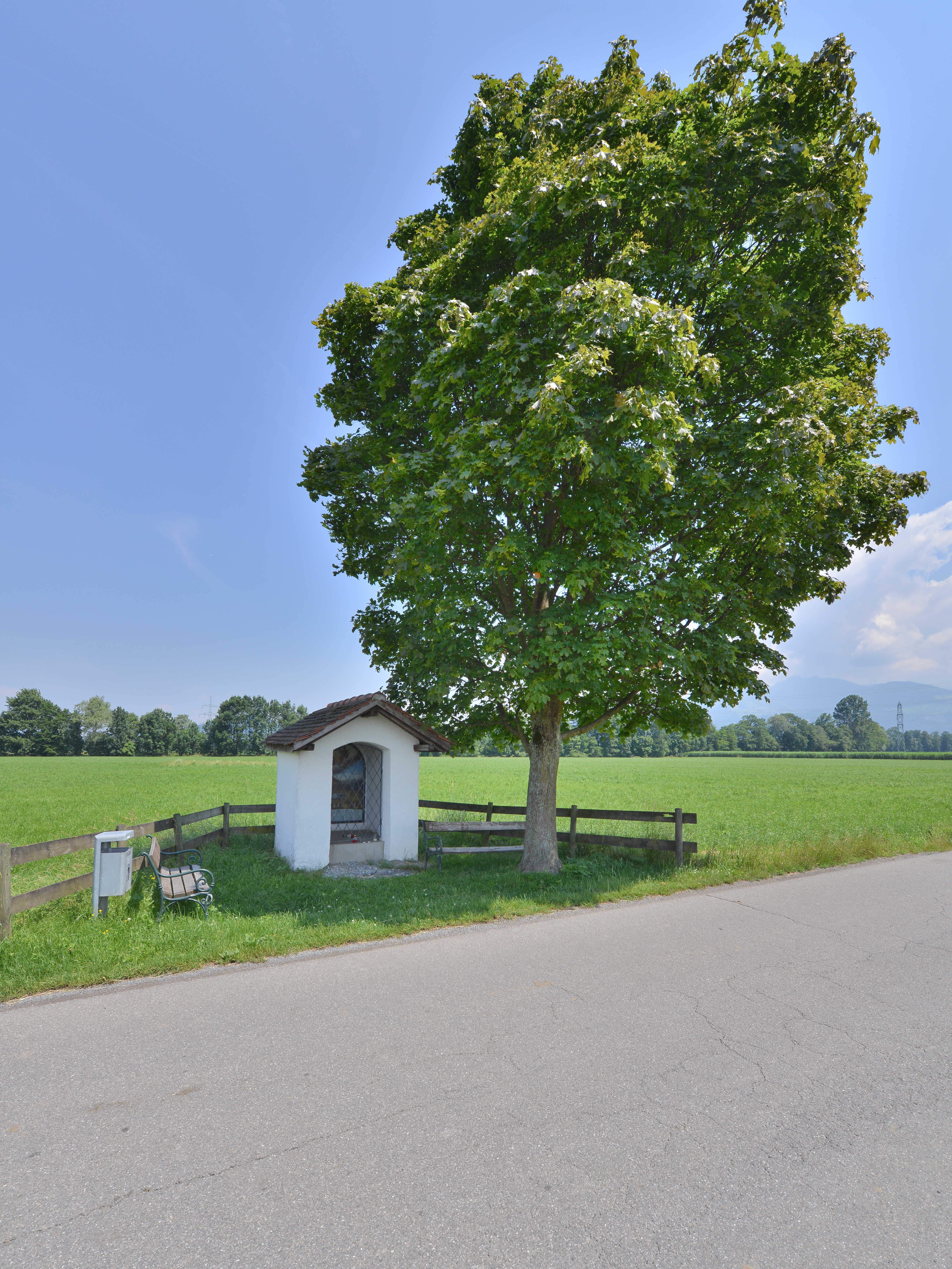
Riedkapelle

Die römisch-katholische denkmalgeschützte Riedkapelle in Rankweil ist ein Kapellenbildstock in der Gemeinde Rankweil im Bezirk Feldkirch in Vorarlberg und gehört zur Basilika Rankweil und damit zum Dekanat Rankweil in der Diözese Feldkirch.

## Lage
Der Kapellenbau (etwa 430 m ü. A.) steht in Rankweil in der Parzelle Riedkapelle im sogenannten Weitried recht einsam an der Riedstraße und trägt keine Hausnummer. Das Bauwerk ist vom Ortszentrum von Rankweil etwa 4 Kilometer und von Meiningen etwa 1,2 Kilometer Luftlinie entfernt und von den nächsten Wohnhäusern etwa 400 bis 700 m.

## Geschichte

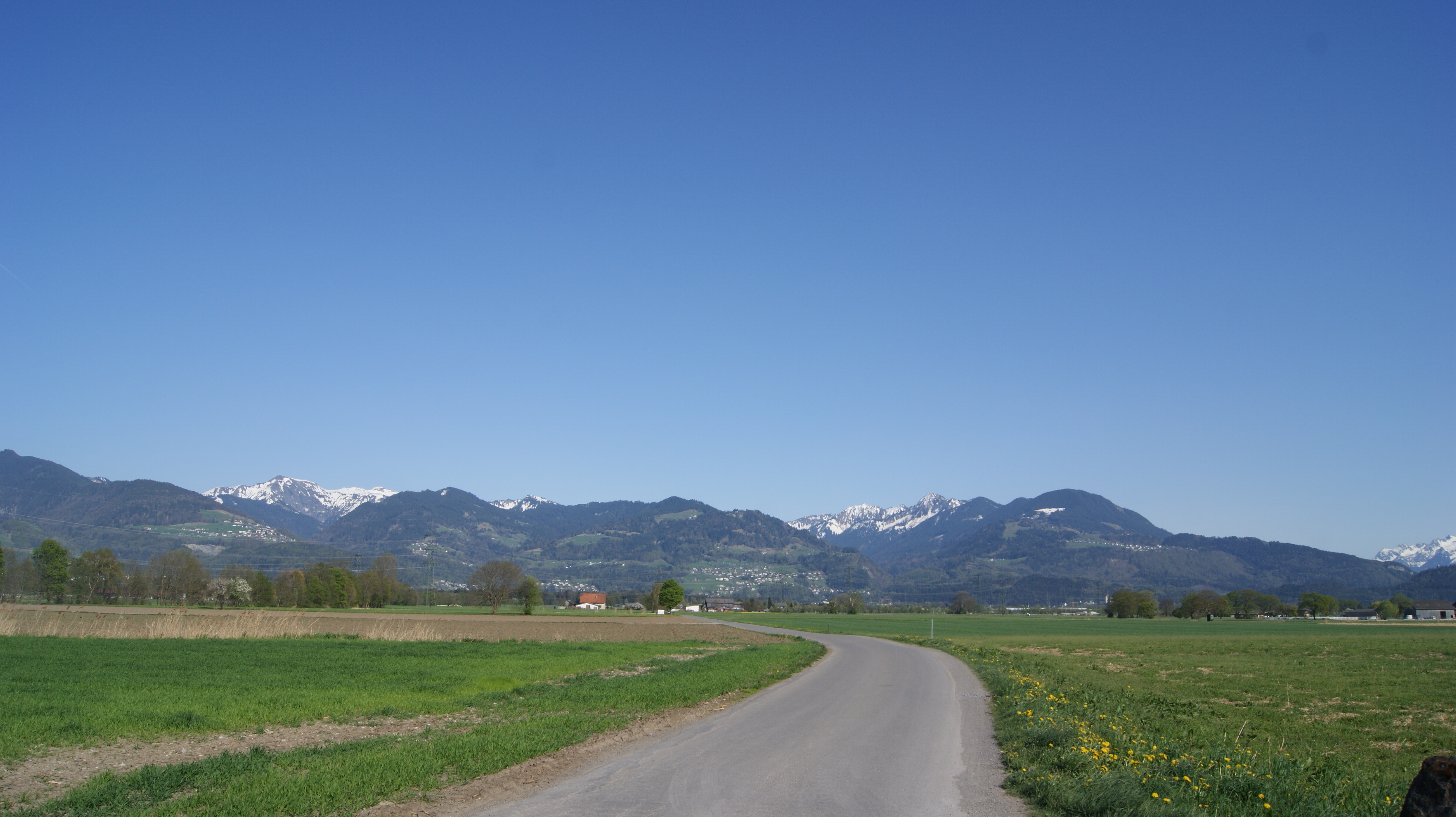
Ein kleiner Teil des Weitrieds, Blickrichtung nach Osten

Dieser Kapellenbildstock wurde 1814 als Gedenkzeichen (Denkkapelle) an die Schlacht im Weitried im Jahr 1800 im Verlauf des Zweiten Koalitionskriegs erbaut.

## Kapellenbau
Der eingeschoßige Kapellenbildstock ist ein nach allen Seiten freistehender einfacher Steinbau mit 2,75 m Giebelhöhe und einer rechteckigen Grundform mit einer Fläche von rund 3,75 m² und mit Südwest/Nordost-Ausrichtung. Der Kapellenbau unterscheidet sich von einem gewöhnlichen Bildstock dadurch, dass er begehbar ist bzw. eine relevante räumliche Tiefe aufweist.
Der Zugang ist seit einigen Jahren durch ein Gitter versperrt. Es befindet sich kein Glockendachreiter auf dem Satteldach, das mit Biberschwanzdachziegeln gedeckt ist. Der Bau selbst ist weitgehend weiß verputzt.
Der Betraum und Altarraum sind voneinander nicht abgegrenzt.

## Ausstattung

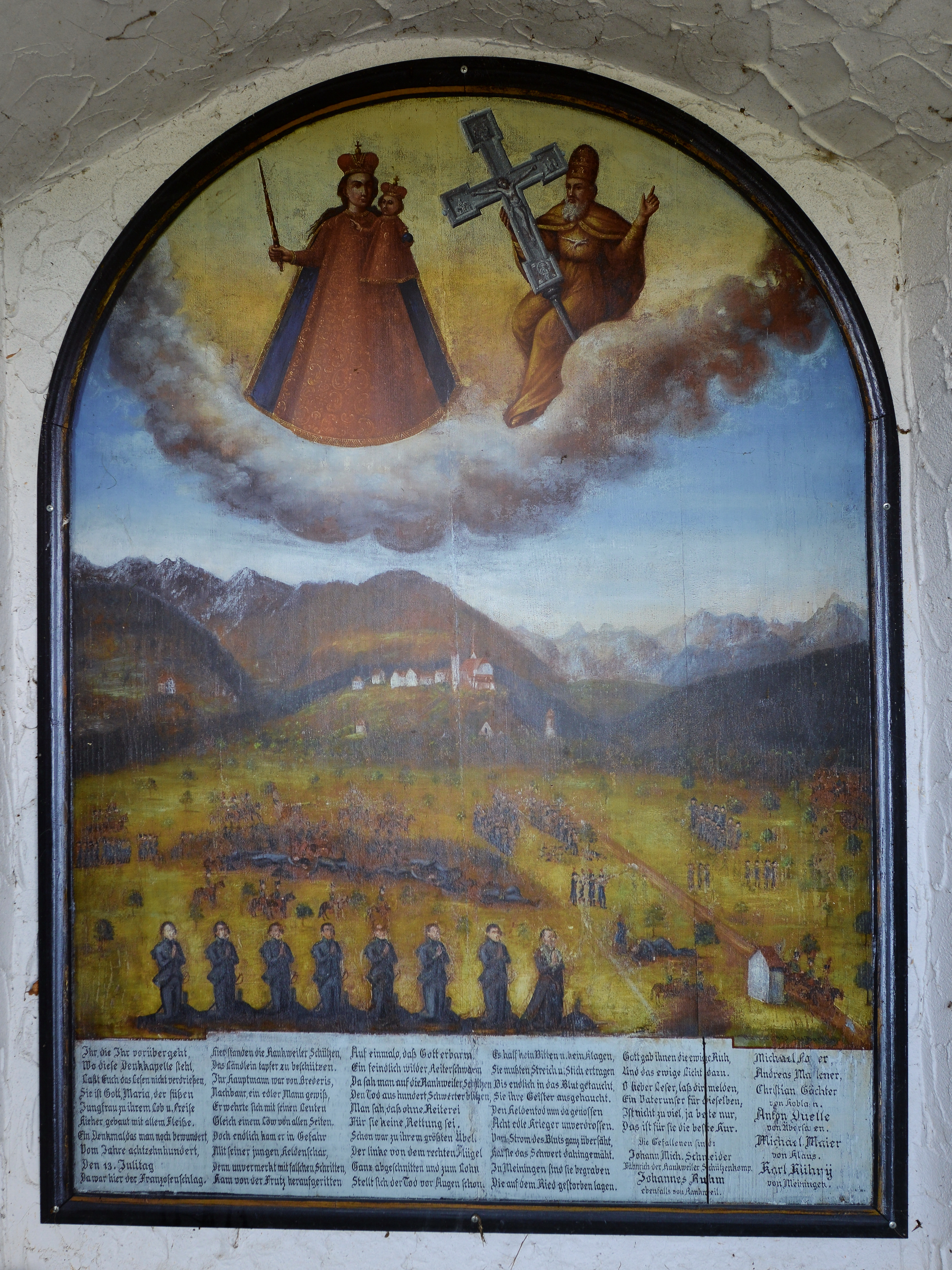
Erinnerungsbild an die Schlacht im Weitried 1800 in der Kapelle

Die Einrichtung ist schlicht gehalten. Die Inschrift unterhalb des Erinnerungsbildes lautet:

„Ihr, die Ihr vorübergeht,

Wo diese Denkkapelle steht,

Laßt Euch das Lesen nicht verdrießen,

Sie ist Gott, Maria, der süßen

Jungfrau zu ihrem Lob u. Preise

Hieher gebaut mit allem Fleiße.

Ein Denkmal, das man noch bewundert,

Vom Jahre achtzehnhundert,

Den 13. Julitag

Da war hier der Franzosenschlag.

Hier standen die Rankweiler Schützen,

Das Ländlein tapfer zu beschützen.

Ihr Hauptmann war von Brederis,

Nachbaur, ein edler Mann gewiß,

Er wehrte sich mit seinen Leuten

Gleich einem Löw von allen Seiten.

Doch endlich kam er in Gefahr

Mit seiner jungen Heldenschar,

Denn unvermerkt mit falschen Schritten,

Kam von der Frutz heraufgeritten

Auf einmal, o, daß Gott erbarm,

Ein feindlich wilder Reiterschwarm

Da sah man auf die Rankweiler Schützen

Den Tod aus hundert Schwerter blitzen,

Man sah, daß ohne Reiterei

Für sie keine Rettung sei.

Schon war zu ihrem größten Übel.

Der linke von dem rechten Flügel

Ganz abgeschnitten und zum Lohn

Stellt sich der Tod vor Augen schon.

Es half kein Bitten u. kein Klagen,

Sie mußten Streich u. Stich ertragen

Bis endlich in das Blut getaucht

Sie ihre Geister ausgehaucht.

Den Heldentod nun da genossen

Acht edle Krieger unverdrossen.

Vom Strom des Bluts ganz übersät,

hat sie das Schwert dahingemäht.

In Meiningen sind sie begraben

Die auf dem Ried gestorben lagen.

Gott gab ihnen die ewige Ruh,

Und das ewige Licht dazu.

O lieber Leser, laß dir melden,

Ein Vaterunser für dieselben,

Ist nicht zu viel, ja bete nur,

Das ist für sie die beste Kur.

Die Gefallenen sind:

Johann Mich. Schneider

Fähnrich der Rankweiler Schützenkomp.

Johannes Ruhm

ebenfalls von Rankweil.

Michael P…er,

Andreas Ma...lener

Christian Gächter

von Koblach

Anton Duelle

von Übersaxen

Michael Maier

von Klaus

Karl Kühny

von Meiningen“

Das Erinnerungsbild ist eine Kopie und wurde 2013 renoviert. Das Original befindet sich im Vorarlberger Landesmuseum in Bregenz.